# Dwarslinie
In Dwarslinie fahren Schiffe, wenn sie genau parallele Kurse mit gleichen Abständen auf einer um 90° zum Kurs liegenden Linie fahren, also nebeneinander.
Bedeutung hatte die Dwarslinie als taktische Formation von Kriegsschiffen. Sie ist für das Breitseitenfeuer ungünstig, ergibt sich jedoch, wenn in Kiellinie fahrende Schiffe gleichzeitig einen Schwenk um 90° machen. Vor der Erfindung von Kanonen war die Dwarslinie eine wichtige taktische Formation von Galeeren, die so dem Gegner ihre Rammsporne zuwenden konnten. Gleichzeitig waren ihre gefährdeten Seiten durch die anderen Schiffe gedeckt.
Der Begriff stammt, wie sehr viele Seemannsausdrücke, aus dem Niederdeutschen. Dort bedeutet dwars (vom germanischen thvert) – verdreht; querab; quer zur Kielrichtung.